# Chaani Masingini
Chaani Masingini è una circoscrizione rurale (rural ward) della Tanzania situata nel distretto di Kaskazini A, regione di Zanzibar Nord. Conta una popolazione di 4 562 abitanti (censimento 2012).